# BD+49°827
BD+49°827 — звезда 9,90 видимой звёздной величины в созвездии Персея. Представляет собой звезду-гигант с массой и радиусом, равными 1,19 и 5,90 солнечных соответственно. Её светимость составляет 1,21 солнечных. Температура поверхности звезды равна приблизительно 4776 кельвинам. Находится на расстоянии около 1813 световых лет от Солнца. Вокруг звезды обращается, как минимум, одна планета.

## Планетная система
В 2018 году группой польских астрономов было объявлено об открытии планеты TYC 3318-01333-1 b в системе. Это газовый гигант, имеющий массу 3,42 юпитерианских, который обращается на расстоянии 1,414 а. е. от родительской звезды. Год на планете длится 562 суток. Открытие было совершено в рамках программы Tracking Advanced Planetary Systems (TAPAS) методом доплеровской спектроскопии.